# 1. Division (Belgien) 1903/04
Die Erste Division 1903/04 war die neunte Spielzeit der höchsten belgischen Spielklasse im Männerfußball. Sie begann am 2. Oktober 1903 und endete am 17. April 1904.

## Modus
Die Meisterschaft wurde in zwei Phasen ausgetragen. Zunächst wurden die zwölf Mannschaften in zwei Gruppen zu  sieben bzw. fünf Mannschaften aufgeteilt. Danach erreichten die ersten beiden jeder Gruppe die Endrunde. Daring Club Brüssel und Olympia Club Brüssel waren neu dabei.

## Gruppe A
| Pl. | Verein                   | Sp. | S  | U | N | Tore    | Quote | Punkte |
| --- | ------------------------ | --- | -- | - | - | ------- | ----- | ------ |
| 1.  | Union Saint-Gilloise     | 12  | 11 | 0 | 1 | 057:170 | 3,35  | 22:20  |
| 2.  | FC Brügge                | 12  | 8  | 1 | 3 | 047:230 | 2,04  | 17:70  |
| 2.  | CS Brügge                | 12  | 7  | 3 | 2 | 029:140 | 2,07  | 17:70  |
| 4.  | FC Antwerpen             | 12  | 5  | 1 | 6 | 023:320 | 0,72  | 11:13  |
| 5.  | Olympia Club Brüssel (N) | 12  | 2  | 2 | 8 | 026:460 | 0,57  | 06:18  |
| 6.  | Athletic & Running Club  | 12  | 2  | 2 | 8 | 018:370 | 0,49  | 06:18  |
| 7.  | Beerschot AC             | 12  | 2  | 1 | 9 | 021:520 | 0,40  | 05:19  |

| (N) | Neuling |

| Gruppe A | Gruppe A                | USG | FCB | CSB | ANT | OLY   | ARC   | BEE   |
| -------- | ----------------------- | --- | --- | --- | --- | ----- | ----- | ----- |
| 1.       | Union Saint-Gilloise    |     | 4:2 | 3:0 | 5:0 | 8:3   | 5:1   | 8:3   |
| 2.       | FC Brügge               | 2:6 |     | 1:2 | 5:2 | 5:0 1 | 7:0   | 5:0 1 |
| 3.       | CS Brügge               | 2:1 | 1:1 |     | 5:0 | 4:1   | 6:0   | 5:0 1 |
| 4.       | FC Antwerpen            | 1:3 | 1:3 | 0:0 |     | 5:0   | 3:1   | 5:3   |
| 5.       | Olympia Club Brüssel    | 2:3 | 3:6 | 1:1 | 6:0 |       | 1:4   | 5:0 1 |
| 6.       | Athletic & Running Club | 1:2 | 1:6 | 2:3 | 1:3 | 1:1   |       | 0:0   |
| 7.       | Beerschot AC            | 0:9 | 3:4 | 3:0 | 0:3 | 9:3   | 0:5 1 |       |

### Spiel um Platz 2
|           | Ergebnis |           |
| --------- | -------- | --------- |
| CS Brügge | 2:4      | FC Brügge |

## Gruppe B
| Pl. | Verein                       | Sp. | S | U | N | Tore    | Quote | Punkte |
| --- | ---------------------------- | --- | - | - | - | ------- | ----- | ------ |
| 1.  | Racing Club de Bruxelles (M) | 8   | 5 | 1 | 2 | 033:120 | 2,75  | 11:50  |
| 2.  | Léopold Club de Bruxelles    | 8   | 4 | 2 | 2 | 021:160 | 1,31  | 10:60  |
| 3.  | Daring Club Brüssel (N)      | 8   | 3 | 2 | 3 | 017:260 | 0,65  | 08:80  |
| 4.  | FC Lüttich                   | 8   | 3 | 0 | 5 | 011:240 | 0,46  | 06:10  |
| 5.  | CS Verviétois                | 8   | 2 | 1 | 5 | 020:240 | 0,83  | 05:11  |

| (M) | amtierender belgischer Meister |
| (N) | Neuling                        |

| Gruppe B | Gruppe B                  | RCB | LÉO | DAR  | LÜT | VER |
| -------- | ------------------------- | --- | --- | ---- | --- | --- |
| 1.       | Racing Club de Bruxelles  |     | 2:3 | 10:0 | 6:0 | 3:1 |
| 2.       | Léopold Club de Bruxelles | 2:2 |     | 1:0  | 4:5 | 2:0 |
| 3.       | Daring Club Brüssel       | 2:5 | 3:3 |      | 2:0 | 4:3 |
| 4.       | FC Lüttich                | 1:0 | 2:1 | 1:3  |     | 1:2 |
| 5.       | CS Verviétois             | 3:5 | 2:5 | 3:3  | 6:1 |     |

## Endrunde
| Pl. | Verein                       | Sp. | S | U | N | Tore    | Quote | Punkte |
| --- | ---------------------------- | --- | - | - | - | ------- | ----- | ------ |
| 1.  | Union Saint-Gilloise         | 6   | 6 | 0 | 0 | 025:400 | 6,25  | 12:0   |
| 2.  | Racing Club de Bruxelles (M) | 6   | 2 | 2 | 2 | 011:100 | 1,10  | 06:60  |
| 3.  | FC Brügge                    | 6   | 1 | 2 | 3 | 010:170 | 0,59  | 04:80  |
| 4.  | Léopold Club de Bruxelles    | 6   | 0 | 2 | 4 | 005:200 | 0,25  | 02:10  |

| (M) | amtierender belgischer Meister |

| Endrunde | Endrunde                  | USG | RCB | FCB   | LÉO   |
| -------- | ------------------------- | --- | --- | ----- | ----- |
| 1.       | Union Saint-Gilloise      |     | 3:2 | 5:0 1 | 5:0 1 |
| 2.       | Racing Club de Bruxelles  | 0:3 |     | 1:1   | 1:1   |
| 3.       | FC Brügge                 | 1:6 | 1:3 |       | 5:0 1 |
| 4.       | Léopold Club de Bruxelles | 1:3 | 1:4 | 2:2   |       |